# Seiya Katakura
Seiya Katakura (japanisch 片倉 誠也 Katakura Seiya; * 5. Dezember 1998 in der Präfektur Tochigi) ist ein japanischer Fußballspieler.

## Karriere
Seiya Katakura erlernte das Fußballspielen in der Universitätsmannschaft der Josai University. Seinen ersten Profivertrag unterschrieb er im Februar 2021 bei Zweigen Kanazawa. Der Verein aus Kanazawa, einer Großstadt in der Präfektur Ishikawa auf Honshū, der Hauptinsel von Japan, spielte in der zweiten japanischen Liga, der J2 League. Sein Zweitligadebüt gab Seiya Katakura am 17. April 2021 im Auswärtsspiel gegen Albirex Niigata. Hier stand er in der Startelf und spielte die kompletten 90. Minuten.